# Martinus Nijhoff
Martinus Nijhoff (Hága, 1894. április 20. – Hága, 1953. január 26.) holland költő, drámaíró, műfordító, esszéista.

## Élete
Nijhoff gazdag könyvkiadó és -kereskedő családba született. Jogot hallgatott Amszterdamban, később irodalomtudományt Utrechtben. 1926-tól a második világháború utánig tagja volt a De Gids című jelentős irodalmi-kulturális folyóirat szerkesztőségének. Sok éven át a Nieuwe Rotterdamsche Courantnak, kis ideig pedig a családi kiadónak írt kritikákat.
Kétszer nősült, első felesége (1915-1950) az A. H. Nijhoff néven publikáló Netty Wind írónő volt, második pedig Georgette Hagedoorn színésznő (1950 és 1953 között). Netty Winddel szinte kapcsolatuk kezdetétől nyitott házasságban éltek. 1933 és 1947 között Josine van Dam van Isselt, egy utrechti klasszika-filológusnő volt a költő szeretője, aki nagy hatást gyakorolt Nijhoff fordítói tevékenységére.
Költői pályafutása 1916-ban indult, De wandelaar című kötetének megjelenésével. 1924-ben adták ki második, Vormen (Formák) című versgyűjteményét. Könnyen érhető nyelvezetű versekben fejezte ki félelemérzetét, magányát és a romlatlan gyermeki lét után való vágyakozását.
Awater (az 1934-es Nieuwe Gedichten című kötetből) és Het uur U (1936/37) című verseiben a mindennapi dolgok és események mögött meghúzódó titokzatosságot ragadja meg, az élő nyelvhez nagyon közel álló nyelvi stílusban.
Versei mellett három bibliai témájú színműve (összegyűjtve 1950-ben, Het heilige hout címmel adták ki őket) is nagy sikert aratott, továbbá remek vers- és színdarabfordító volt. 1953-ban, posztumusz megkapta a Constantijn Huygens-díjat. Ugyanebben az évben alapították a Martinus Nijhoff-díjat, amellyel évente tüntetnek ki egy fordítót, vagy egy irodalmi mű hollandra, ill. hollandról valamilyen más nyelvre való átültetéséért, vagy egész, holland nyelvvel kapcsolatos fordítói tevékenységéért. (A díjnak magyar vonatkozásai is vannak: 1981-ben Dedinszky Erika kapta, magyar versek hollandra fordításáért. 1990-ben Szondi Bélának, 1994-ben a magyarból fordító holland Henry Kammernek, különösen Nádas Péter Emlékiratok könyve című regényének átültetéséért ítélték oda a díjat. 2001-ben, egész fordítói pályájának elismeréseképpen, Gera Juditot tüntették ki a Martinus Nijhoff-díjjal.)

## Művészete
Nijhoff igen kedvelte a szonettformát, de a tradicionális formaválasztás mellett is modern költőnek tekinthető: modernné teszi a nyelvhez való viszonya, poétikai elvei és a versei által közvetített életérzés is. Költészetében a megszokott szavak átértékelésére törekedett, szigorúan kötött formájú szonettjeiben leggyakrabban a hétköznapi, beszélt nyelvet használta, amivel élesen szembefordult a holland költészetet korábban meghatározó irányzatokkal. Emellett a vers autonómiáját hangoztatta, azt, hogy a vers a költőtől függetlenül létező jelenség. A költészet feladata szerinte az, hogy emberséget vigyen az új, elembertelenített, technicizált világba. Gyakran felbukkanó motívumok verseiben az anya, a gyermek, a katona, de a kereszténység motívumkészletéből is merített.

## Művei
- 1916 – De wandelaar
- 1919 – Pierrot aan de lantaarn
- 1924 – Vormen
- 1927 – De pen op papier
- 1930 – C.F. Ramuz: A katona története [fordítás]
- 1930 – De vliegende Hollander
- 1930 – Shakespeare: A vihar [fordítás]
- 1931 – Gedachten op Dinsdag
- 1934 – Nieuwe gedichten
- 1936 – In Holland staat een huis (Anton van Duinkerkennel közösen)
- 1941 – De ster van Bethlehem
- 1942 – Het uur U, gevolgd door Een idylle
- 1950 – Het heilige hout
- 1951 – De cocktailparty
- 1951 – Euripidész: Iphigénia Tauriszban [fordítás]

### Magyarul
- Csipke és tulipán: versantológia. ford. Tóth Z. László. Budapest, 2007. (3 vers: Ad infinitum, A ház, Memlinc)
- Franyó Zoltán: Atlanti szél. ford: Franyó Zoltán. Bukarest, 1978. (1 vers: Két menthetetlen)
- Bernáth István (szerk.): Németalföldi költők antológiája. Budapest, 1965. (3 vers: Külön világban, Felhők, Együgyű méhek dala). Ford.: Bernáth István
- Szalay Károly: Holland költőkből. Budapest, 1925. (2 vers: Egyedül, Emlékezés)

## Fordítás
- Ez a szócikk részben vagy egészben a Martinus Nijhoff című holland Wikipédia-szócikk ezen változatának fordításán alapul.  Az eredeti cikk szerkesztőit annak laptörténete sorolja fel. Ez a jelzés csupán a megfogalmazás eredetét és a szerzői jogokat jelzi, nem szolgál a cikkben szereplő információk forrásmegjelöléseként.

## Külső hivatkozások
- A holland irodalom digitális könyvtára, megtalálható itt a költő néhány verse és a róla szóló szakirodalom
- Nijhoff holland nyelvű életrajza a Holland Életrajzi Lexikonban
- Csipke és tulipán (MEK)